# 許氏鳳尾蘚
許氏鳳尾蘚（学名：Fissidens schwabei）为鳳尾蘚科鳳尾蘚屬下的一个种。

## 扩展阅读
- 維基物種上的相關：許氏鳳尾蘚